# Josafá Kuntsevytch
Josafá Kuncewicz, O.S.B.M. (em polonês/polaco:  Jozafat Kuncewicz, em lituano:  Juozapatas Kuncevičius, em ucraniano:  Йосафат Кунцевич, Josafat Kuntsevych; Volodimíria, c. 1580 – Vitebsk, 12 de novembro de 1623), foi um monge polaco-lituano e Arquieparca da Igreja Católica Rutena, que foi morto por uma multidão enfurecida no dia 12 de novembro de 1623 em Vitebsk, Comunidade Lituano-Polaca (atual Bielorrússia).

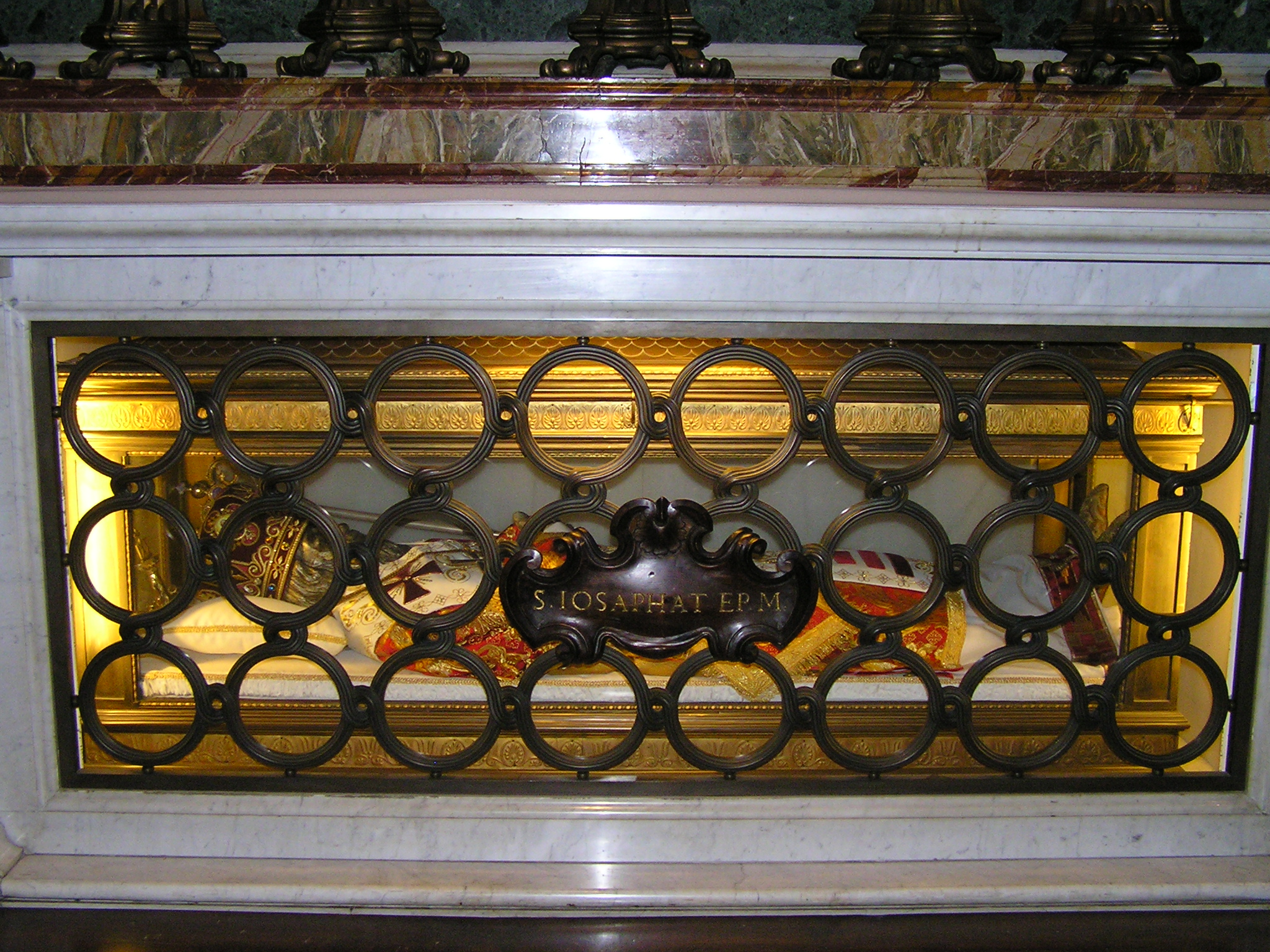
Seu túmulo localizado no altar de São Basílio Magno, no interior Basílica de São Pedro

A vida de Josafá marca os conflitos entre cristãos ortodoxos e católicos, que se intensificaram após a hierarquia ortodoxa rutena regional confirmar sua união com a Igreja Católica através da União de Brest, em 1596. É a vítima mais conhecida destes conflitos, sendo ele considerado santo e mártir pela Igreja Católica.

## Vida

### Contexto político e religioso
As políticas do Rei Sigismundo III Vasa da Polônia sobre a Contrarreforma Comunidade Lituano-Polaca eram para reunir, "por meio de missões para não Católicos, ambos Protestantes e Ortodoxos", todos os cristãos na Igreja Católica. Após negociações preliminares com Sigismundo III e com o Chanceler da Polônia e magnada Jan Zamoyski, uma delegação de bispos da Arquidiocese Metropolitana de Kiev foi enviada para Roma em 1595 para aderirem à União de Brest, com a condição de que os rituals e disciplinas orientais fossem mantidos intactos.(p187-203) Boa parte dos bispos Ortodoxos na Comunidade, incluindo Michael Rohoza, metropolita de Kiev foram signatários da União de Brest em 1596, que fez a Arquidiocese de Kiev retornar à comunhão com a Igreja Católica. Os bispos Ortodoxos que foram signatários e os que não foram excomungaram uns aos outros, porém os que não assinaram estavam em uma posição muito pior que a anterior porque não haviam mais reconhecimento oficial.(p204) A União resultou em dois grupos sectários:
- Aderentes Ortodoxos que assinaram a União de Brest se tornaram Católicos Orientais e ficaram conhecidos como "Uniatas", ou "unici" em polonês.[4](p174-175). Eles ficaram conhecidos como "cismáticos e traidores" pela Igreja Ortodoxa. Estima-se que um terço da população rutena tenha se tornado Uniata em 1620.[5](p88) Os voivodiatos do nordeste também se tornaram predominantemente Uniatas.[6](p42)

- Aderentes Ortodoxos que rejeitaram a União de Brest continuaram sendo Ortodoxos e ficaram conhecidos como "Desuniatas", ou "dysunici" em Polonês; foram considerados dissidentes religiosos pelo governo.[4] (p174) Os voivodiatos do sudeste se tornaram predominantemente Desuniatas.[6](p42) Desuniatas foram vítimas de vários graus de perseguição pelo Estado com o suporte de Uniatas e do clero católico latino.[7] Os Desuniatas não haviam nenhum líder até uma nova hierarquia ortodoxa da Arquidiocese Metropolitana de Kiev ser sagrada.[8]

### Início
Nasceu como João Kuncewicz em 1580 ou 1584 em Volodimíria, na Comunidade Lituano-Polaca (atualmente na Ucrânia). Foi batizado em uma família relacionada à Igreja Ortodoxa.
Embora seja descendente da nobreza Rutena, seu pai se envolveu em negócios e ocupou o cargo de conselheiro da cidade. Ambos os pais de Kuncewicz o encorajaram a entrar na vida religiosa. Na escola, Kuncewicz mostrou ter um talento incomum; estudou Eslavo eclesiástico e memorizou grande parte do Horologion (livro de orações ortodoxo), que a partir desse período começou a ler diariamente. Dessa fonte, Kuncewicz tirou sua primeira educação religiosa.
Devido à pobreza de seus pais, Kuncewicz foi aprendiz de um mercante chamado Papovič em Vilnius. Dividido pelo conflito entre diversas seitas religiosas, João se aproximou de um homem chamado Josyf Veliamyn Rutsky, um calvinista que se converteu para a Igreja Latina que logo após transferiu para o Rito bizantino. Rutsky apoiou a recente união à Roma, e sobre sua influência o interesse de Kuncewicz na Igreja Católica aumentou.

### Como monge e arcebispo
Em 1604, quando estava na casa dos 20 anos, Kuncewicz entrou no Monastério da Trindade da Ordem de São Basílio Magno em Vilnius, quando foi dado o nome religioso de Josafá. Relatos de sua santidade se espalharam rapidamente e inúmeras pessoas começaram a visitar o jovem monge. [carece de fontes?] Depois de uma vida nobre como leigo, Rutsky também entrou para a Ordem. Quando Josafá foi ordenado ao diaconato, seus serviços regulares e trabalhos para a Igreja já haviam começado. Como resultado de seus esforços, o número de noviços na Ordem começaram a aumentar, e sob Rutsky - que já havia sido ordenado - um renascimento da vida monástica católica oriental começou entre os rutenos. Em 1609, depois de um estudo privado sob a supervisão do jesuíta Valentin Groza Fabricy, Josafá foi ordenado sacerdote por um bispo católico. Após isso Josafá se tornou hegúmeno (prior) de diversos monastérios. No dia 12 de novembro de 1617 Kuncewicz foi consagrado como arquieparca coadjutor para a Arquieparquia de Polotsk. Depois ocupou o cargo de arquieparca em março de 1618. Durante seu episcopado, a Catedral de Santa Sofia em Polotsk foi reconstruída.
Kuncewicz enfrentou uma tarefa difícil de fazer a população local aceitar a comunhão com Roma. Houve uma rígida oposição de certos monges, que temiam a latinização litúrgica do rito bizantino. Como arquieparca, Josafá restaurou as igrejas: publicou um catecismo para o clero com instruções que deveriam ser memorizadas; redigiu regras para a vida sacerdotal e confiou aos diáconos a tarefa de supervisar sua observância; organizou sínodos em diversas cidades e dioceses e opôs firmemente o Grão-duque da Lituânia, que desejou fazer o que Josafá encarou como muitas concessões para a Igreja Ortodoxa. [carece de fontes?] Apesar de todos os esforços e ocupações, Kuncewicz continuou sua devoção religiosa como um monge e nunca deixou de lado seu desejo pela santidade. Por meio de tudo isso, ele teve sucesso em conquistar uma grande parte da população.
A insatisfação aumentou entre os habitantes dos voivodiatos orientais. Em 1618, um bispo desuniata em Mahilou, que aparentemente assinou a União de Brest, resistiu abertamente sua implementação e substituiu o clero uniata com clero desuniata. Foram substituidos os nomes de Timóteo II, patriarca de Constantinopla e de Osmã II, sultão do Império Otomano na liturgia pelos nomes do Papa Paulo V e do Sigismundo III. A resistência em Mahilou levou a uma maior intervenção do governo contra os desuniatas e em 1619 um decreto judicial condenou os líderes da insurreição a pena capital e devolveu todas as igrejas ortodoxas de volta a Eparquia Católica de Polotsk.(p190-191)
Norman Davies escreveu que Kuncewicz "não era um homem de paz e que foi envolvido em todas as formas de opressão, incluindo as mais severas pelos motivo mais pífio - a recusa de permitir os camponeses ortodoxos de enterrarem seus parentes falecidos em solo consagrado"(p174-175) Em outras palavras, Josafá proibiu o enterro de desuniatas em cemitérios uniatas.(p42)
Em 1620, de acordo com o historiador Orest Subteiny, na Ucrânia, a violência causada em decorrência da posse de igrejas aumentou e "centenas de clérigos de ambos os lados morreram em confontos que tomaram forma de batalhas de campo".
O historiador Lituano John Szlupas escreveu que os protestantes lituanos teriam um envolvimento secreto com a morte de Kuncewicz e que Smotrytsky, o principal agente no assassinato, estava em constante comunicação com os reformadores. (p263)

### Morte

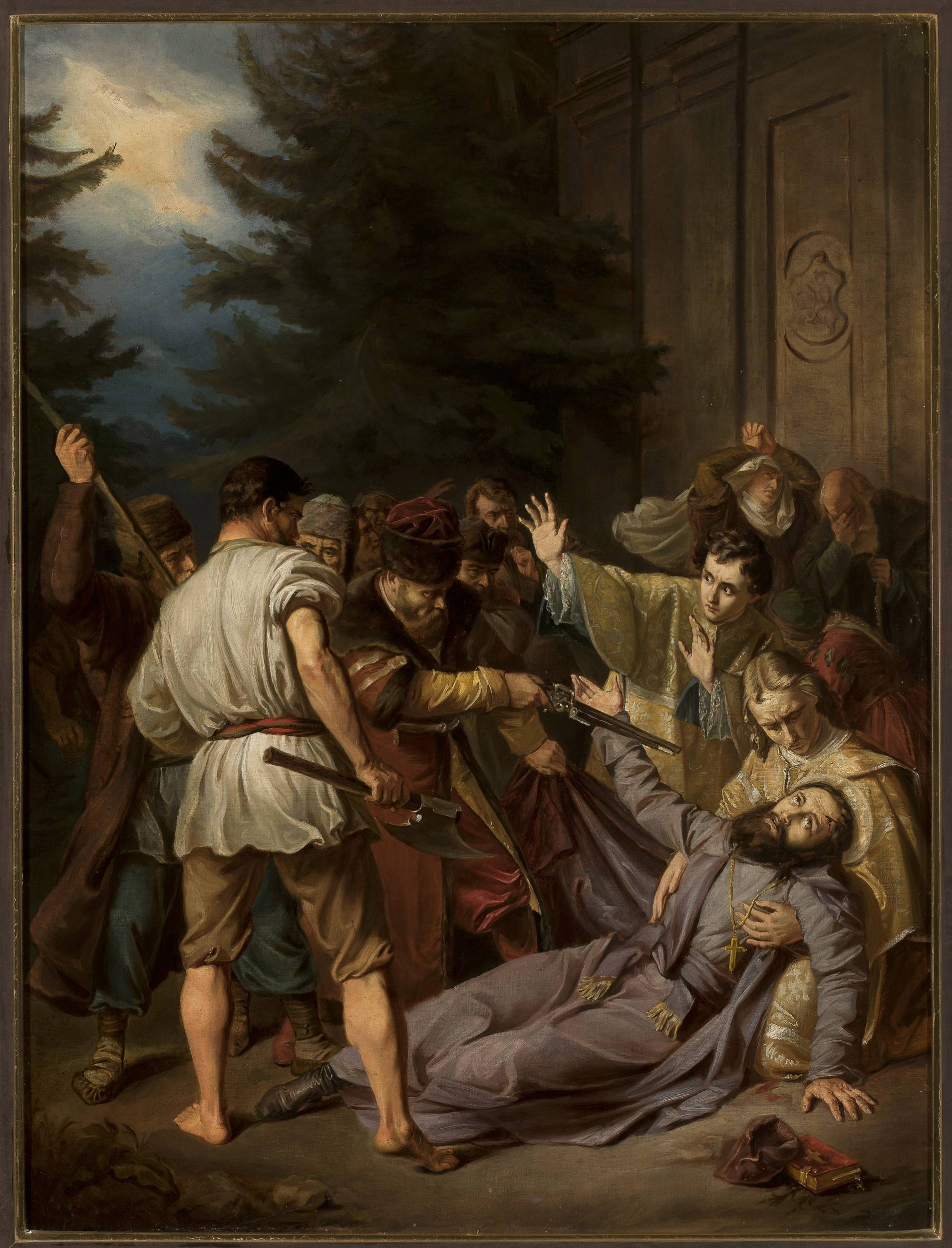
Martírio de Josafá Kuntsevych (1861) por Józef Simmler, exposto no Museu Nacional de Varsóvia

Seu zelo pelas causas da Igreja resultou em muitas perseguições, calúnias e oposições por parte de alguns cristãos ortodoxos. Aconteceu que, em 1623, durante uma viagem pastoral, Josafá, com 43 anos na época, foi atacado e martirizado por linchamento. Após ser assassinado, o corpo de Josafá foi arrastado nu até a cidade, amaldiçoado, amarrado em pedras e lançado na parte mais profunda do Rio Dvina.
Reconhecido seu martírio, Josafá foi solenemente canonizado pelo Papa Pio IX, no ano de 1867. Suas relíquias foram transladadas para o altar de São Basílio Magno, na Basílica de São Pedro, em 22 de novembro de 1963, a pedido do Papa Paulo VI.